# بيدرو أليخاندرو غارسيا
بيدرو أليخاندرو غارسيا (بالإسبانية: Pedro Alexandro García) (14 مارس 1974 ببيسكو، بيرو في بيرو - ) هو مدرب كرة قدم ولاعب كرة قدم بيروفي في مركز الهجوم. شارك مع منتخب بيرو لكرة القدم. أما مع النوادي، فقد لعب مع أليانزا ليما والجامعي دي بيرو وألفونسو أوغارتي دي بونو وU América FC ‏ وAlcides Vigo ‏ وAlianza Atlético ‏ وClub Deportivo Universidad de San Martín de Porres ‏ وLeón de Huánuco ‏.

## وصلات خارجية
- بيدرو أليخاندرو غارسيا على موقع الاتحاد الدولي (مؤرشف)  (الإنجليزية)
- بيدرو أليخاندرو غارسيا على موقع قاعدة بيانات كرة القدم.إي يو (الإنجليزية)
- بيدرو أليخاندرو غارسيا على موقع ناشيونال فوتبول تيمز (الإنجليزية)
- بيدرو أليخاندرو غارسيا على موقع عالم كرة القدم.نت (الإنجليزية)